# Pak Phayun (huyện)
Pak Phayun (tiếng Thái: ปากพะยูน) là một huyện (amphoe) của tỉnh Phatthalung, phía nam Thái Lan.

## Địa lý
Các huyện giáp ranh (từ phía tây theo chiều kim đồng hồ) là Pa Bon và Bang Kaeo của tỉnh Phatthalung, Krasae Sin, Sathing Phra, Singhanakhon và Khuan Niang của tỉnh Songkhla.
Phía đông là hồ Thale Luang, qua một eo hẹp nối vào hồ Songkhla ở phía nam huyện này.

## Lịch sử
Huyện Taksin được thành lập năm 1896 trong đợt cải cách hành chính thesaphiban, ban đầu gồm 17 tambon.
Năm 1903, huyện được đổi tên thành Pak Phayun như hiện nay.

## Hành chính
Huyện này được chia thành 7 phó huyện (tambon), các đơn vị này lại được chia ra thành 62 làng (muban). Pak Phayun là một thị trấn (thesaban tambon) nằm trên một phần của tambon Pak Phayun. Có 7 Tổ chức hành chính tambon.
| STT | Tên          | Tên tiếng Thái | Số làng | Dân số |  |
| --- | ------------ | -------------- | ------- | ------ |  |
| 1.  | Pak Phayun   | ปากพะยูน        | 6       | 7.855  |  |
| 2.  | Don Pradu    | ดอนประดู่        | 11      | 6.445  |  |
| 3.  | Ko Nang Kham | เกาะนางคำ      | 9       | 5.568  |  |
| 4.  | Ko Mak       | เกาะหมาก       | 10      | 7.017  |  |
| 5.  | Falami       | ฝาละมี          | 11      | 10.880 |  |
| 6.  | Han Thao     | หารเทา         | 9       | 9.711  |  |
| 7.  | Don Sai      | ดอนทราย        | 6       | 2.467  |  |